# Nguyễn Kim Quy
Nguyễn Kim Quy là Trung tướng Công an nhân dân Việt Nam, Anh hùng Lực lượng vũ trang nhân dân. Ông từng giữ chức vụ Cục trưởng Cục An ninh đối ngoại, Bộ Công an Việt Nam (2018-2019), nguyên là Phó Tổng cục trưởng Tổng cục An ninh, Bộ Công an (Việt Nam).

## Tiểu sử
Năm 2011, ông là Thiếu tướng Công an nhân dân Việt Nam, Phó Tổng cục trưởng Tổng cục An ninh I, Bộ Công an (Việt Nam).
Năm 2014, ông là Trung tướng Công an nhân dân Việt Nam, Phó Tổng cục trưởng Tổng cục An ninh 1.
Từ năm 2015 đến 2018, ông là Phó Tổng cục trưởng Tổng cục An ninh, Bộ Công an (Việt Nam).
Sau khi Tổng cục An ninh bị xóa bỏ, tháng 8 năm 2018, ông giữ chức vụ Cục trưởng Cục An ninh đối ngoại, Bộ Công an Việt Nam.

## Lịch sử thụ phong quân hàm
- Thiếu tướng
- Trung tướng (2014)[2][6]

## Danh hiệu
- Anh hùng Lực lượng vũ trang nhân dân[7]